# Хондо
„Хондо“ (на английски: Hondo) е уестърн на режисьора Джон Фароу, който излиза на екран през 1953 година, с учасието на Джон Уейн и Джералдин Пейдж.

## Сюжет
Хондо Лейн е съгледвач от американската кавалерия. При един от обходите си, той попада на ранчо, в което живеят сама жена със своя малък син. Ранчото се намира в територията на враждебно настроените апачи, наоколо обикалят бели бандити. Хондо решава да остане и да защитава ранчото и неговите обитатели. Любовната тръпка се събужда у него и нещата стават твърде лични, особено след като се налага при самоотбрана да застреля съпруга на симпатичната стопанка на ранчото г-жа Лоу. После идват и проблеми с индианците.

## В ролите
| Актьор          | Роля             |
| --------------- | ---------------- |
| Джон Уейн       | Хондо Лейн       |
| Джералдин Пейдж | Анджи Лоу        |
| Уорд Бонд       | Бъфало Бейкър    |
| Майкъл Пейт     | Виторио          |
| Джеймс Арнес    | Лени             |
| Ли Акер         | Джони Лоу        |
| Лео Гордън      | Ед Лоу           |
| Родолфо Акоста  | Силва            |
| Том Айриш       | лейтенант Маккей |
| Пол Фикс        | майор Шери       |